# Casa Ferrando
La Casa Ferrando es un edificio histórico de la ciudad piamontesa de Ivrea en Italia.

## Historia
El palacete fue construido en el 1925 por el ingeniero Amedeo Ferrando, quien en esa época era una personalidad muy conocida en la ciudad de Ivrea ya que ocupava el cargo de Inspector Honorario para los Monumentos.

## Descripción
El edificio ocupa un lote en la esquina del corso Massimo d'Azeglio y la via dei Cappuccini y está en frente de la iglesia de San Lorenzo. Presenta un estilo neogótico. Se compone de un volumen pricncipal de dos pisos en el cual se injerta un volumen sobresaliente coronado por una pequeña torre.